# Орнитолестес
Орнитолестеc, или орнитолест (лат. Ornitholestes hermanni, от др.-греч. ὄρνις — птица и λῃστής — разбойник) — вид динозавров юрского периода.
Небольшой двуногий хищник с длинными ногами. Вид описал в 1903 году Генри Файрфилд Осборн. В 1900 году части скелета орнитолестеса были обнаружены в карьере Комо Блаф (США). Жили орнитолестесы в долинах и дельтах рек в центральной части Северной Америки, около 154 миллионов лет назад. Типовой вид — O. hermanni. Название «птичий разбойник» дано ошибочно: как только был найден его скелет, учёные решили, что орнитолестес бегал и ловил летящих птиц. На самом деле в конце юрского периода на территории Северной Америки птиц ещё не было.

## Описание
Длина орнитолестеса 2 м. Голова пропорционально меньше, чем у многих других хищных динозавров, но она крепко сложена. Орбиты довольно крупные. Передние зубы несколько конические, а задние более пильчатые. В верхней челюсти 10 зубов, а в нижней — 12. У самцов, возможно, был носовой гребешок, использовавшийся, видимо, в брачных ритуалах. Шея сравнительно короткая и S-образная. Хвост длинный и хлыстообразный, составляет более половины всей длины. Строение скелета напоминает современных птиц. На передних лапах один из трёх пальцев был противопоставлен двум другим, что позволяло орнитолестесу хватать и удерживать добычу: мелких ящериц или млекопитающих.

## Орнитолестес в популярной культуре
Орнитолестес показан в сериалах BBC «Прогулки с динозаврами» и «Баллада о Большом Але», а также появляется в сериале «Портал юрского периода: Новый мир» (2012).
Мёртвый орнитолестес появляется в начале романа Майка Крайтона «Затерянный мир» (1995).
В романе Стивена Бакстера «Эволюция», а ранее в рассказе «Охотники Пангеи» показан вымышленный разумный вид орнитолестесов — один из многих видов, не оставивших следов в летописи окаменелостей. С деятельностью этих существ автор связывает вымирание многих видов зауропод к началу мелового периода.
Орнитолестес так же коротко представлен в романе Витали Клатт «150 миллионов лет от земли». В этом романе орнитолестес пытается охотиться за дринкерами, которые прячутся между ног стегозавров.